# Germain Vaillant de Guelis
Pour les articles homonymes, voir Guelis.
Germain Vaillant de Guelis (né à Orléans en 1516 mort à Meung-sur-Loire le 15 septembre 1587) est un ecclésiastique qui fut brièvement évêque d'Orléans en 1586-1587 mais aussi auteur d'œuvres poétiques en latin et proche du mouvement de la Pléiade.

## Biographie
Germain Vaillant de Guelis est né à Orléans. Il est le fils de Jean (II) de Guelis conseiller au Grand Conseil et de Jeanne Nivart. 
Destiné à l'état ecclésiastique, il est aumônier de Catherine de Médicis de 1552 à 1560. Docteur en droit, conseiller au Parlement de Paris en 1557, il devient prévôt de Sologne et chanoine de la Collégiale Saint-Aignan d'Orléans en 1562, chanoine et doyen de la cathédrale Sainte-Croix d'Orléans en 1580. Il est en outre depuis 1554 abbé commendataire de l'abbaye de Paimpont en Bretagne. 
À la suite de la démission de Denis Hurault, il est nommé évêque d'Orléans le 27 octobre 1586 et consacré le 21 décembre dans l'église Saint-Victor de Paris par l'évêque de cette cité. Il meurt de maladie dès le 15 septembre 1587 dans sa résidence de Meung-sur-Loire avant la fin de sa première année d'épiscopat et il est inhumé dans l'église Saint-Lyphard de cette cité. 
Il laisse le souvenir d'un commentateur de Virgile dans un ouvrage publié à Anvers en 1575 et d'un poète humaniste en latin sous son nom latinisé « Germanus Valens Guellius », estimé par les poètes de la Pléiade et ami de Remy Belleau.
Il écrit une pièce liminaire (en latin) à la gloire de Ronsard quand il publie La Franciade (Græco igni Troiæ populandaque mœnia ferro ...)